# Îles Florida
Pour les articles homonymes, voir Florida.
Les îles Florida  ou îles Nggela sont un petit groupe d'îles des Salomon, dans l'Est de la mer des Salomon, juste au nord de l'île de Guadalcanal.
Elles constituent avec les îles Russell la province centrale des Îles Salomon.
L'archipel est composé de quatre îles principales et d’'une cinquantaine îles plus petites. Les deux principales, Nggela Sule et Nggela Pile sont séparées par un étroit canal, le passage de Mboli. Deux autres îles se trouvent au nord-ouest de Nggela Sule : Sandfly (également connu sous le nom de Mobokonimbeti) et, Vatilau (également connu sous le nom de Buena Vista). 
Tulagi, Gavutu et Tanambogo sont d'autres îles intéressantes. 
On y parle le gela.

## Histoire
Le site de Nggela Sule  a été occupé par une garnison japonaise en avril 1942 dans le cadre de leurs efforts pour établir une base d’hydravions sur la ville voisine de Gavutu. Le 7 août de la même année, le 1er bataillon des États-Unis, 2e régiment de Marines débarque sur l’île pour couvrir l’assaut sur l’îlot voisin de Tulagi. 
Après la libération de de Nggela Sulea par les Alliés, elle est devenue le site d’une base d’hydravions américains. 